# 馬爾縣
馬爾縣（英語：Meagher County），美國蒙大拿州中部的一個縣。面積6,203平方公里。根据美國2000年人口普查，共有人口1,932人。治所白硫磺泉镇。
成立於1867年11月16日。縣名紀念1865-1866年間任準州州長的湯瑪斯·F·馬爾 (Thomas Francis Meagher)。